# Słowiki Nowe (przystanek kolejowy)
Słowiki Nowe – dawny przystanek osobowy w Słowikach Nowych, w gminie Sieciechów, w powiecie kozienickim, w województwie mazowieckim, w Polsce. Został wybudowany w 1910 roku razem z linią kolejową z Bąkowca do Kozienic.